# Clyde (reka)
Reka Clyde (škotskogelsko Abhainn Chluaidh, izgovorjeno [ˈavɪɲ ˈxl̪ˠuəj], škotsko Clyde Watter ali Watter o Clyde) je reka, ki se izliva v Firth of Clyde na Škotskem. Je deveta najdaljša reka v Združenem kraljestvu in druga najdaljša reka na Škotskem. Teče skozi mesto Glasgow. Zgodovinsko gledano je bila za Britanski imperij pomembna zaradi svoje vloge v ladjedelništvu in trgovini. Za Rimljane je bila Clota, v zgodnjesrednjeveškem kumbrijskem jeziku pa je bila znana kot Clud ali Clut. Bilo je osrednjega pomena za kraljestvo Strathclyde (Teyrnas Ystrad Clut).

## Etimologija
Natančna etimologija imena reke ni jasna, čeprav je znano, da je ime starodavno. Leta 50 n. št. je egiptovski matematik, astronom in geograf Klavdij Ptolemaj reko zapisal kot Klōta, Briti so jo imenovali Clut ali Clud, Rimljani pa Clota. Zato je verjetno, da ime izvira iz keltskega jezika - najverjetneje starobritskega. Vendar obstaja več kot ena stara keltska beseda, iz katere bi verjetno lahko izhajalo ime reke. Eden od možnih korenov je britski Clywwd, kar pomeni 'glasno'. Bolj verjetno je, da je reka dobila ime po lokalni keltski boginji Clōta. Ime boginje pa izhaja iz starejše, protokeltske besede, ki pomeni 'močno tekoča' ali 'sveta čistilka'.

## Zgodovina

### Prazgodovina
Ljudje so se ob reki Clyde naselili od paleolitika. V bližini Biggarja, podeželskega mesta blizu reke, so našli artefakte iz leta 12.000 pr. n. št. Biggar je dom arheološkega najdišča, kjer so izkopali najstarejše britanske artefakte. V reki so našli prazgodovinske kanuje, ki so jih starodavna ljudstva uporabljala za prevoz ali trgovino. Vzdolž Clyda je več mezolitskih najdišč, zlasti v dolini Zgornjega Clyda. V času neolitika in bronaste dobe so bile na tem območju zgrajene stalne naselbine in stavbe, vključno z domnevnim templjem luninih bogov v Govanu. Keltska umetnost, jezik in drugi vidiki kulture so se v tem obdobju začeli širiti na območje z juga in prazgodovinski artefakti kažejo, da so okoli leta 1000 pr. n. št. tam postali prevladujoči kulturni vplivi.

### Antična zgodovina
Preden so legije Rimskega cesarstva prispele na južno Škotsko, je reko in območje, ki jo obkroža, naselilo britsko govoreče pleme Damnonii. Predlagano je bilo, da je bilo tam mesto Damnonii, imenovano Cathures, ki je bilo predhodnik sodobnega Glasgowa. Pleme Damnonii je prvotno razdelilo oblast med posameznimi poglavarji, vendar se je na neki točki pred letom 500 našega štetja pleme politično poenotilo in oblikovalo centralizirano kraljestvo, znano kot Strathclyde.
Nobeden od dokumentarnih ali arheoloških dokazov iz obdobja prihoda rimskih legij ne nakazuje, da so se na tem območju odvijale bitke. Zato se domneva, da so bili rimske legije in plemena Damnonii v dobrih odnosih in so sodelovali s trgovino in izmenjavo vojaških informacij. Vendar so Rimljani na tem območju zgradili več kastrumov (castra), predvsem na bregovih Clyda. Sem spadajo Castledykes, Bothwellhaugh ter Old Kilpatrick in Bishopton. Rimljani so zgradili tudi več cest vzdolž reke, tako majhnih kot večjih, namenjenih uporabi kot trgovske poti in za prevoz celih legij. Antoninov zid, ki leži le nekaj milj od reke, so kasneje zgradili Rimljani kot sredstvo za obrambo območja pred invazijo Piktov. Kljub strateški lokaciji in ravninskem terenu Glasgowa in okoliške kotline Clyde ni bilo nikoli zgrajeno nobeno rimsko civilno naselje. Namesto tega je regija večinoma delovala kot mejno območje med rimsko provinco, znano kot Britannia Inferior, in Kaledonci, domorodno skupino, ki je bila sovražna do Rimljanov.

### Kraljevina Strathclyde
Kraljevina Strathclyde je bila ustanovljena kot neodvisno britansko kraljestvo med ali kmalu po rimski okupaciji Britanije. Osrednje ozemlje kraljestva in velik del njegove obdelovalne zemlje je bilo okoli porečja Clyda. Kraljestvu se je vladalo iz njegove prestolnice, skoraj neprehodne trdnjave Alt Clut (Grad Dumbarton), ki je bila ob reki in je gledala na velik del estuarija. Ta trdnjava je bila dovolj omembe vredna, da so jo takrat omenjali v več pismih in pesmih o podrimski Britaniji, ki so jih napisali Gildas in drugi. Strathclyde je ostalo močno kraljestvo v zgodnjem srednjem veku v Britaniji. Bilo je tudi rezervoar domorodne valižanske kulture: njegovo ozemlje se je sčasoma razširilo vzdolž južnega gorja Clyde Vae in Ayrshire ter proti jugu v Cumbrio.
V 7. stoletju je sveti Mungo ustanovil novo krščansko skupnost na bregovih Clyda in nadomestil Cathures. Ta skupnost je bila začetek tega, kar bo postalo mesto Glasgow. Več vasi ob Clydu, ki so bile takrat ustanovljene, se je obdržalo do danes in zraslo v mesta, vključno Llanerc (Lanark), Cadzow (Hamilton) in Rhynfrwd (Renfrew). Trdnjava Alt Clut je padla med obleganjem Dumbartona leta 870 našega štetja, ko jo je oplenila sila nordijsko-irskih plenilcev iz kraljevine Dublin. Po tem je kraljestvo, zdaj politično oslabljeno, svojo prestolnico preselilo v Govan. Vendar si ni nikoli povsem opomoglo in v 11. stoletju ga je priključilo kraljestvo Alba.

### Srednjeveška in zgodnja nova zgodovina
V 13. stoletju je Glasgow, takrat še majhno mesto, zgradil svoj prvi most čez reko Clyde. To je bil pomemben korak v njegovi sposobnosti, da sčasoma preraste v mesto. Ustanovitev Univerze v Glasgowu in Glasgowske nadškofije v 15. stoletju je močno povečala pomen mesta na Škotskem. Od zgodnjega novega veka naprej se je Clyde začelo komercialno uporabljati kot trgovsko pot; trgovina med Glasgowom in preostalo Evropo je postala običajna. V stoletjih, ki so sledila, je Clyde postajala vse bolj pomembna za Škotsko in Britanijo kot glavna trgovska pot za izvoz in uvoz virov.

## Potek
Clyde nastane s sotočjem dveh potokov, potoka Daer (katerih izviri so zajezeni, da tvorijo rezervoar Daer) in potoka Potrail. Southern Upland Way prečka oba potoka, preden se srečata pri Watermeetings (referenca mreže NS953131), da tvorita reko Clyde. Na tej točki je Clyde le 10 km od Tweed's Wella, izvira reke Tweed, in je približno enako oddaljena od hriba Annanhead, izvira reke Annan. Od tam se vije proti severovzhodu, preden se obrne proti zahodu, kjer njena poplavna ravnica služi kot mesto številnih glavnih cest na tem območju, nato doseže mesto Lanark, kjer sta industrialca poznega 17. in zgodnjega 18. stoletja David Dale in Robert Owen na bregovih Clyda zgradila mline in vzorčno naselje New Lanark. Mlini so izkoristili moč slapov, med katerimi je najbolj spektakularen Cora Linn. Hidroelektrarna tam še danes proizvaja elektriko, čeprav so mlini zdaj muzej in svetovna dediščina.
Reka nato teče proti severozahodu mimo mest Wishaw vzhodno od njega in Larkhall zahodno od njega. Okolica reke tu postaja vse bolj predmestna. Med mestoma Motherwell in Hamilton je bil tok reke spremenjen, da bi ustvarili umetno jezero v parku Strathclyde. Del prvotnega poteka je še vedno viden: leži med otokom in vzhodno obalo jezera. Reka nato teče skozi Blantyre in Bothwell, kjer na obrambnem rtu stoji porušen grad Bothwell.
Ko teče mimo Uddingstona in v jugovzhodni del Glasgowa, se reka začne širiti, vijuga skozi Cambuslang, Rutherglen in Dalmarnock ter mimo Glasgow Greena. Od Tidal Weira proti zahodu je reka plimna: mešanica sladke in slane vode.
Reko so umetno zravnali in razširili na mestu, kjer teče skozi središče mesta. Čeprav novi lok Clyde Arc zdaj ovira dostop do zgodovinskega območja pristanišča Broomielaw, lahko morske ladje še vedno priplujejo navzgor, tako da sledijo izkopanemu kanalu vse do Finniestona, kjer so doki PS Waverley. Od tam reka teče mimo osrčja ladjedelništva skozi Govan, Partick, Whiteinch, Scotstoun in Clydebank, kjer je bilo v zgodovini več velikih ladjedelnic, od katerih sta danes ohranjeni samo dve.
Reka nato teče proti zahodu, iz Glasgowa, mimo Renfrewa, pod mostom Erskine in mimo Dumbartona na severni obali ter peščene obale pri Ardmore Pointu med Cardrossom in Helensburghom. Nasproti, na južni obali, je zadnja preostala ladjedelnica Lower Clyde v Port Glasgowu. Reka nadaljuje do Greenocka, kjer doseže Tail of Bank, ko se reka zlije v Firth of Clyde. Tukaj ob izlivu reke Clyde je trenutno pomemben ekološki problem pomanjkanja kisika v vodnem stolpcu.
Strath of Clyde je bil v središču projekta G-BASE, ki ga je izvedel Britanski geološki zavod poleti 2010.

## Industrijska rast
Gospodarski razcvet, ki ga je reka Clyde omogočila na začetku industrijske revolucije, je bil posledica lege Glasgowa, kot pristanišča, ki gleda proti Ameriki. Trgovina s tobakom in bombažem je začela poganjati ta gospodarski motor v začetku 18. stoletja. Vendar pa je kmalu postala očitna ovira za nadaljnjo gospodarsko rast: Clyde je bila preplitva, da bi vanj lahko plule največje čezoceanske ladje, zato je bilo treba tovor preložiti v Greenocku ali Port Glasgowu na manjše ladje, ki so lahko plule proti toku v sam Glasgow.

### Poglabljanje zgornjega Clyda
Leta 1768 je John Golborne svetoval, da je treba reko zožiti in povečati naplavine z izgradnjo pomolov iz ruševin ter poglabljanjem peščenih brežin in plitvin. Druga ovira za plovbo, ki jo je bilo treba odpraviti, je bila, da se je reka razdelila na dva plitva kanala ob plitvini Dumbuck blizu Dumbartona. Po poročilu Jamesa Watta iz leta 1769, ki opisuje to težavo, so na Longhaugh Pointu zgradili pomol, da bi zaprli južni kanal. Izkazalo se je, da to ni zadostovalo za rešitev problema, zato so leta 1773 na plitvini Dumbuck zgradili zid, imenovan Lang Dyke, da bi preprečili pretok vode v južni kanal reke.
V poznem 18. in zgodnjem 19. stoletju so na bregovih reke med Dumbuckom in pristaniščem Broomielaw v ožjem Glasgowu zgradili na stotine pomolov. V nekaterih primerih je ta gradnja vplivala na poglobitev reke, ker je povečan pretok na novo omejene vode obrabil rečno dno. V drugih primerih je bilo za poglobitev reke potrebno poglabljanje.
Sredi 19. stoletja so se inženirji lotili veliko obsežnejšega poglabljanja reke Clyde. Odstranili so na milijone kubičnih metrov mulja, da bi poglobili in razširili kanal. Glavni kamen spotike, na katerega je naletel ta projekt, je bil ogromen geološki vdor, znan kot Elderslie Rock. Ker je ta skala povečala težavnost projekta, delo ni bilo dokončano do leta 1880. Približno v tem času je Clyde postal pomemben vir navdiha za umetnike, kot sta John Atkinson Grimshaw in James Kay, ki sta se zanimala za slikanje prizorov, ki so prikazovali novo industrijsko dobo in sodobni svet.

### Ladjedelništvo in pomorsko inženirstvo
Dokončanje poglabljanja je bilo pravočasno, saj je kanal končno postal ploven vse od Greenocka do Glasgowa ravno takrat, ko je v mestu začela rasti jeklarska industrija. Ladjedelništvo je zamenjalo trgovino kot glavno dejavnost na reki in tam so se začela hitro uveljavljati ladjedelniška podjetja. Clyde je kmalu pridobila sloves najboljše lokacije za ladjedelništvo v Britanskem imperiju in postala vodilno svetovno ladjedelniško središče. Izraz Clydebuilt je postal industrijski simbol visoke kakovosti, rečne ladjedelnice pa so dobile pogodbe za gradnjo prestižnih čezoceanskih ladij in vojnih ladij. RMS Queen Mary in v poznejših letih Queen Elizabeth 2 so zgradili v mestu Clydebank.
Med letom 1712, ko je bila v Greenocku zgrajena ladjedelnica družine Scott, in današnjim dnem so na reki Clyde, njenem pritoku in njenih pritokih, reki Kelvin in reki Cart, zgradili več kot 25.000 ladij, vključno s tistimi pri Maryhillu in Kirkintillochu na kanalu Forth & Clyde ter Blackhillu na kanalu Monkland. Ocenjuje se, da se je v istem časovnem obdobju več kot 300 podjetij ukvarjalo z ladjedelništvom na Clydesideu, čeprav je v danem trenutku verjetno delovalo največ 30 do 40 podjetij.
Ladjedelniška podjetja so postala znana imena na Clydesideu in do neke mere celo po vsem svetu. Med njimi so bili med mnogimi drugimi John Brown & Company iz Clydebanka, Denny iz Dumbartona, Scott iz Greenocka, Lithgows iz Port Glasgowa, Simon in Lobnitz iz Renfrewa, Alexander Stephen & Sons iz Linthousea, Fairfield iz Govana, Inglis iz Pointhousea, Barclay Curle Whiteinch, Connell in Yarrow iz Scotstouna. Skoraj enako znana so bila inženirska podjetja, ki so dobavljala stroje, potrebne za pogon teh plovil, vključno s kotli, črpalkami in krmilnimi napravami, vključno z Rankin & Blackmore, Hastie's in Kincaid's iz Greenocka, Rowan's iz Finniestona, Weir's iz Cathcarta, Howden's iz Tradestona, in Babcock & Wilcox iz Renfrewa.
Ena ladjedelnica, ki je bila znana kot ladjedelnica Clyde, dejansko ni bila na nobeni od vodnih poti Clyda: Alley & MacLellan's Sentinel Works na ulici Jessie v Polmadieju je približno pol milje oddaljena od Clyda. Izdelala naj bi več kot 500 plovil, od katerih so bila mnoga sestavljena in nato 'podrta' v obliko kompleta za pošiljanje na oddaljeno lokacijo, kot je Chauncy Maples. Ladjedelništvo v Clydu je doseglo vrhunec v letih tik pred prvo svetovno vojno: ocenjuje se, da je bilo samo leta 1913 dokončanih več kot 370 ladij.

### Jahte in gradnja jaht
Prvo zabeleženo tekmovalno jahto Clyde, 46-tonski cutter, je zgradil Scotts iz Greenocka leta 1803. Ugledni škotski oblikovalec jaht William Fyfe je začel oblikovati jahte šele leta 1807. Prvi jahtni klub na Clydu je bil Northern Yacht Club, ki je bil ustanovljen leta 1824 in je leta 1831 prejel svojo kraljevo listino. Klub je bil ustanovljen za organizacijo in spodbujati jadralne dirke. Do leta 1825 so škotski in irski klubi dirkali drug proti drugemu na reki Clyde. Do sredine 19. stoletja sta postala jahta in gradnja jaht zelo priljubljena.
Clyde je postal znan po vsem svetu zaradi svojega pomembnega prispevka k jahtanju in gradnji jaht in je bil dom številnih pomembnih oblikovalcev: William Fife III, Alfred Mylne, G. L. Watson, E. McGruer in David Boyd. Bil je tudi dom številnih znanih ladjedelnic za jahte.
Robertson's Yard je začel popravljati čolne v majhni delavnici v Sandbanku leta 1876 in postal eden najpomembnejših izdelovalcev lesenih čolnov na Clydu. 'Zlata leta' Robertsonove ladjedelnice so bila v zgodnjem 20. stoletju, ko so začeli graditi klasične 12- in 15-metrske tekmovalne jahte. Robertson je med pripravami na prvo svetovno vojno zgradil več kot 55 čolnov, ladjedelnica pa je ostala zasedena tudi med veliko depresijo v 1930-ih, saj so številni premožni poslovneži razvili strast do dirkanja jaht na Clydu. Med drugo svetovno vojno je bila ladjedelnica namenjena delu admiralitete, kjer so izdelovali velike, hitre motorne čolne Fairmile Marine (motorne torpedne čolne in motorne topovske čolne). Po vojni je ladjedelnica zgradila uspešen enorazredni Loch Longs in dva 12 m izzivalca za pokal Amerike, ki ju je oblikoval David Boyd: Scepter (1958) in Sovereign (1964). Zaradi težkih poslovnih pogojev leta 1965 se je ladjedelnica preusmerila k proizvodnji GRP (v glavnem je gradila Pipers in Etchells) in se zaprla leta 1980. V svoji 104-letni zgodovini je ladjedelnica Robertson's Yard zgradila 500 čolnov, od katerih mnogi plujejo še danes.
Dve drugi pomembni čolnarnici na Clydu sta bili Silvers, ki je deloval od 1910 do 1970, in McGruers, ki je deloval od 1910 do 1973. Bili sta na polotoku Rosneath na bregovih Gare Loch, pol milje druga od druge. McGruers je zgradil več kot 700 čolnov. Obe ladjedelnici sta zgradili veliko splošno znanih in klasičnih jaht, od katerih nekatere plujejo še danes.

## Onesnaženje
Britanski geološki zavod je identificiral in ovrednotil organska kemična onesnaževala v sedimentu estuarija reke Clyde. Prej je bilo ugotovljeno, da površinski sedimenti od Glasgowskih odsekov Clyda in Cuningarja do Miltona vsebujejo poliaromatske ogljikovodike (PAH) od 630 µg/kg do 23.711 µg/kg in poliklorirani bifenil (PCB) v območju od 5 do 130,5 µg/kg, zaradi česar so te usedline razvrščene kot 'nestrupene. Kasnejša študija pa je pokazala koncentracije PCB do 5.797 µg/kg, kar je nad objavljenimi mejnimi vrednostmi za takšne klorirane spojine. Primerjava med posameznimi spojinami PAH, ki imajo različno toplotno stabilnost, kaže, da je vir onesnaženja PAH v Clydu v različnih delih reke drugačen. PAH v notranjem Clydu (Cuningar do Miltona) izvirajo iz virov zgorevanja (izpušni plini vozil, kurjenje premoga), medtem ko PAH v zunanjem Clydu izvirajo iz razlitja nafte.
Količina in vrsta sedimentnega onesnaženja v Clydu odraža industrijsko zgodovino območja. Da bi ocenili, kako se je narava onesnaževal spreminjala skozi čas, je bilo od 1750 do 2002 zbranih sedem sedimentnih jeder globine enega metra in datiranih z uporabo koncentracij svinca in spreminjajočih se razmerij izotopov svinca. Sedimenti so pokazali dolgo, vendar upadajočo zgodovino uporabe premoga in, z začetkom približno v 1950-ih, vse večjo odvisnost od naftnih goriv. Zmanjšanju onesnaženosti z ogljikovodiki je v 1950-ih sledil pojav koncentracij PCB. Skupne ravni koncentracije PCB so dosegle vrh v obdobju od 1965 do 1977 in upadale v začetku 1990-ih. Polmadie Burn, ki se izliva v Clyde pri parku Richmond, je še vedno močno onesnažena s šestvalentnim kromom, do te mere, da je leta 2019 postal svetlo zelen in leta 2021 rumen.
Čeprav se onesnaževanje zaradi težke industrije in proizvodnje električne energije zmanjšuje, obstajajo dokazi, da onesnaženje, ki ga povzroči človek zaradi novih sintetičnih spojin v električnih izdelkih in tekstilu, narašča. Količine 16 spojin polibromiranega difenil etra (PBDE), ki se uporabljajo kot zaviralci gorenja v televizorjih, računalnikih in oblazinjenju pohištva, so bile izmerjene v jedrih usedlin, zbranih na šestih mestih med Princes Dockom in Greenockom. Primerjava količin spojin PBDE je pokazala upad nekaterih spojin, skladno z evropsko prepovedjo proizvodnje mešanic, ki vsebujejo okolju škodljiv PBDE z osmimi in devetimi atomi broma. Hkrati so se povečale količine manj škodljive mešanice, sestavljene iz desetih atomov broma.

## V popularni kulturi
Clyde igra pomembno vlogo v romanih Para Handy Neila Munroja in kasnejših adaptacijah. Pojavlja se tudi v romanih Alasdaira Graya, Matthewa Fitta in Robina Jenkinsa. Omenjena je v »Ossian« poeziji Jamesa Macphersona, pa tudi v delih Johna Wilsona, Williama McGonagalla, Edwina Morgana, Normana McCaiga, Douglasa Dunna in W. S. Grahama. Pojavlja se tudi v delih številnih vizualnih umetnikov, vključno z Williamom McTaggartom, J. M. W. Turnerjem, Robertom Salmonom in Georgeom Wylliejem.
Clyde se vidno pojavi v filmih Young Adam, Sweet Sixteen, Just a Boys' Game in Down Where the Buffalo Go ter je bil predmet z oskarjem nagrajenega dokumentarca Seawards the Great Ships. Omenjena je v tradicionalnih ljudskih pesmih Clyde's Water in Black Is the Colour (of My True Love's Hair), pa tudi v Song of the Clyde, ki jo je populariziral Kenneth McKellar. Je tudi tema hrepenenja v So Far From The Clyde Marka Knopflerja.